# Kassettak

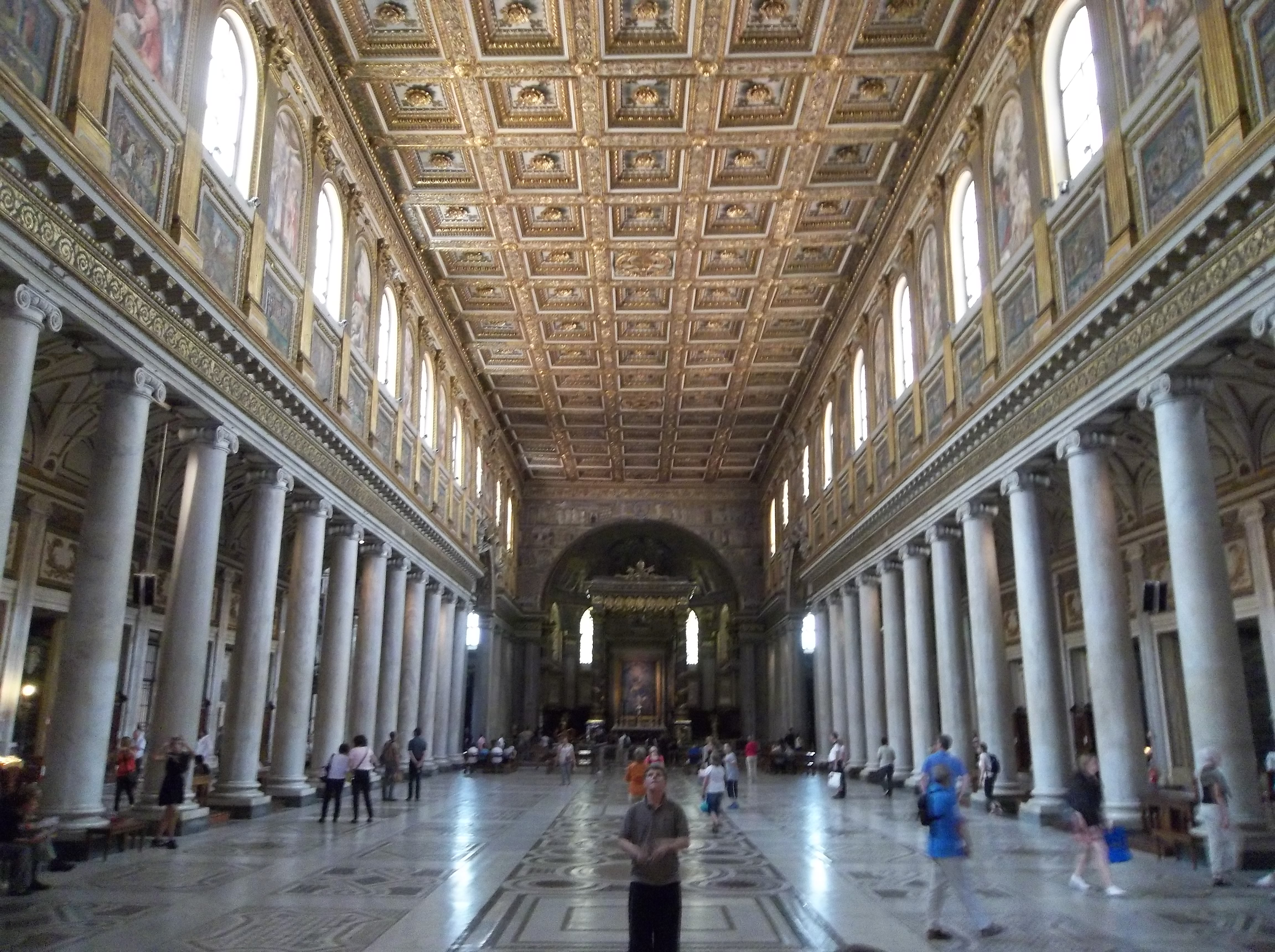
Kassettaket i basilikan Santa Maria Maggiore i Rom.

Kassettak avser utsmyckning av ett tak, ett valv eller en båges insida (intrados) bestående av nedsänkta fyrkantiga eller polygonala rutfält, såsom i Pantheon i Rom. Liljevalchs konsthall i Stockholm från 1915 har ett kassettak av betong.
I samband med moderna så kallade försänkta tak, eller undertak, kallas de enskilda "rutor" i taket för takkassetter eller akustikkassetter. Undertaket hänger i en egen konstruktion från det "riktiga" taket, i mellanrummet kan man gömma installationer som ventilationskanaler och elledningar. Denna typ av tak används gärna i kontor, sjukhus, varuhus och dylikt.
I klassicerande arkitektur förekommer ibland i varje kassett ett (på många olika föremål använt) ornament, en patera. Ett runt eller ovalt ornament med kronbladslikt utstrålande former, ofta akantusblad . Jmf rosette och rosace.